# Sisu Nasu
Nasu (аббревиатура от Nauha-Sisu, также означает «Пятачок» на разговорном финском языке) — гусеничный двухзвенный вездеход, разработанное компанией Sisu Auto для финской армии. Может перевозить до 17 человек, хотя прицепной блок может быть адаптирован для различных целей. Существуют две основные версии: NA-140 BT и NA-110.
Испытания Nasu прошли в 1985 году, а в следующем году было заказано 11 предсерийных экземпляров. С тех пор было изготовлено более пятисот машин для оснащения армий Финляндии, Индии и Турции.
Хотя внешне вездеход похож на шведский Bandvagn 206, который также используется финской армией, это совершенно новая конструкция, почти на метр длиннее и на тонну тяжелее, а также имеет лучшую грузоподъемность. 
Nasu предназначен для перевозки войск и техники по заснеженным и болотистым местностям северной Финляндии. Для этого он оснащен четырьмя широкими (62 см) резиновыми гусеницами с электроприводом. Низкое давление на грунт даёт Nasu отличные показатели проходимости. Он также полностью амфибийный и может развивать скорость по воде до 6 км/ч.
Общая грузоподъемность составляет 1950 кг, а прицеп массой до 2500 кг может буксироваться за вторым звеньем.
Выпущено более 500 машин этого типа, которые используются как транспортёры для личного состава и как оружейная платформа (для ПТРК BGM-71 TOW и 120-мм минометов). В базовых пехотных версиях на крыше установлен 12,7-мм пулемёт НСВ. Существуют также варианты санитарной и командно-штабной машины.

## Варианты
NA-140 BT
Выпускался с 1986 по 1991 год. Оснащен бензиновым двигателем Rover 3,5 (3,9) V-8 мощностью 142 л.с. Вес: 4850 кг, полезная нагрузка: 1950 кг, длина: 7,55 м, ширина: 1,91 м, высота: 2,3 м, экипаж: 5 (включая водителя) в передней части и до 12 в хвостовой части.
NA-110
Выпускался с 1992 по 1994 год. Оснащен дизельным двигателем GM Heavy Duty V-8 объёмом 6,2 л и мощностью 113 л.с. Вес: 5250 кг, полезная нагрузка: 1950 кг, длина: 7.67 м, ширина: 1,91 м, высота: 2,38 м, экипаж: 5 (включая водителя) в передней части и до 12 в хвостовой части.
NA-111GT
Версия сигнальной станции.
NA-120 GT
NA-120 GT KV1
Бронированный вариант, используемый в операциях ООН.
NA-122
Версия, которая несёт 120-мм миномёт KRH 92 и 14 снарядов в хвостовой части. В финской армии назывался Krh-TeKa.

## Страны-эксплуатанты

### Военные эксплуатанты
Финляндия
Сухопутные войска
 Франция
Сухопутные войска (27-я Альпийская бригада).
 Индия
Сухопутные войска
 Мексика
Сухопутные войска (Горная бригада)

### Гражданские эксплуатанты
Китай
- Министерство лесного хозяйства (30 машин).

 Финляндия
- 3 машины используются финской антарктической станцией Абоа.
- Несколько финских пожарных департаментов используют эти машины.

 Турция
Жандармерия (47 машин).
 США
Один Nasu используется поисково-спасательной группой округа Дэвис, штат Юта. Вездеход был передан братьями Дизель и был показан на их передаче на Discovery Channel.